# Овчинников, Юрий Львович
Юрий Львович Овчинников (род. 3 июня 1950 в Ленинграде) — советский фигурист (одиночное катание) и тренер. Мастер спорта СССР международного класса. Чемпион СССР 1975 года и бронзовый призёр чемпионата Европы по фигурному катанию 1975 года. В 2010—2020 гг. — советник исполнительного директора Олимпийского комитета России. В 2013—2018 гг. возглавлял Ассоциацию профессиональных тренеров России.

## Биография
Родители: отец — Лев Константинович, капитан 1-го ранга, инженер; мать — Евдокия Петровна. Первый тренер — И. Б. Москвин, с 1974 года тренировался у А. Н. Мишина. Выступал за Ленинград («Буревестник»).
На чемпионатах СССР в 1970—1978 гг. был призёром (кроме 1972 и 1974 гг.). В 1969 году был принят в сборную СССР и дебютировал на чемпионатах Европы и мира. Наиболее успешным стал 1975 год, когда он стал чемпионом СССР и бронзовым призёром чемпионата Европы.
Ю. Овчинников был признанным мастером произвольной программы, неоднократно занимал высокие места на различных соревнованиях (в том числе первые). Отличался исключительной музыкальностью (был знатоком музыки и театра, часто посещал Ленинградский театр оперы и балета имени С. М. Кирова), обусловившей его яркий индивидуальный стиль. Обладал редкой для фигуристов амплитудой прыжков (пролёт на двойном акселе свыше 6 м). Одним из первых в мире пытался включить в произвольную программу четыре тройных прыжка, затем также в числе первых освоил четыре различных тройных прыжка (тулуп, сальхов, риттбергер и флип). На чемпионате СССР 1973 Юрий впервые выигрывает и короткую и произвольную программу с оценками 5,8-5,9. C осени 1974 его тренировал Алексей Мишин. Триумфально выступил на чемпионате СССР 1975 в Киеве, получив в целом 17 оценок 6,0, 9 января в короткой программе по мотивам музыки Баха, судьи поставили семь оценок 6,0, 9 — 5,9, 2 — 5,8, а в произвольной программе 10 января 1975 на органную музыку И. С. Баха с серией медленных шагов, 7 оценок 5,9, 2 — 6,0 за технику и 1 — 5,9, 8 — 6,0 за артистизм. На чемпионате мира 1975 года Овчинников выиграл короткую программу.
Почти всегда неудачное исполнение обязательных фигур («школы») не позволяло Овчинникову добиваться побед по сумме многоборья.
С 1980 года тренировал Игоря Бобрина, однако на международные выступления сопровождал Бобрина Сергей Волков, так как Овчинников был «невыездным» из-за дружбы с оставшимся за границей Михаилом Барышниковым.
С 1983 года был первым директором Ледового Театра Татьяны Тарасовой «Все звёзды», одновременно являлся и солистом театра. Затем выступал в международном ледовом шоу, которым руководили Т. Тарасова и английские фигуристы Джейн Торвилл и Кристофер Дин.
В течение 20 лет проживал в Сан-Диего (Калифорния, США). Тренировал команду синхронного фигурного катания «Team del Sol». В 2010 году вернулся в Москву. Работает в Олимпийском комитете России. Женат, двое детей.

## Актёрские работы
В 1980 году снялся в лирической музыкальной комедии «Фантазия на тему любви» (режиссёр — Аида Манасарова).

## Спортивные достижения
| Соревнования                    | 1967—1968 | 1968—1969 | 1969—1970 | 1970—1971 | 1971—1972 | 1972—1973 | 1973—1974 | 1974—1975 | 1975—1976 | 1976—1977 | 1977—1978 |
| ------------------------------- | --------- | --------- | --------- | --------- | --------- | --------- | --------- | --------- | --------- | --------- | --------- |
| Зимние Олимпийские игры         |           |           |           |           | 12        |           |           |           | 8         |           |           |
| Чемпионаты мира                 |           | 11        |           | 7         |           | 6         |           | 6         |           | 7         |           |
| Чемпионаты Европы               |           | 9         | 7         | 5         | 7         | 6         | 5         | 3         | 4         | 4         | 5         |
| Чемпионаты СССР                 | 5         | 5         | 3         | 3         | 4         | 2         | 2         | 1         | 2         | 2         |           |
| Зимняя Спартакиада народов СССР |           |           |           |           |           |           | 2         |           |           |           |           |